# Неем
Неем, неем му (тай. แหนม) — кисла свиняча сосиска з ферментованого сала та м'яса з липким рисом та спеціями в тайській та в'єтнамській кухні. Їдять без приготування як закуску до пива, або використовують як інгредієнт для салатів.

## Історія
Походить від традиційної в'єтнамської закуски «нем тюа» (в'єт. nem chua) — "кисла сосиска". 

## Приготування
Ферментація відбувається за допомогою бактерій Lactobacillus (зокрема Lactobacillus curvatus). Гарно змішані інгредієнти загортають у бананове листя чи пластиковий пакет, в якому воно залишається 5 днів при температурі 30 °C та вологості 50%. Споживають після приготування, оскільки неем не може довго зберігатися. Популярні страви з неему — яєшня з неем, нем смажений з рисом, салат ям неем.

## Небезпеки
В неемі можуть зустрічатися паразити (Taenia solium, Trichinella spiralis), коліформні бактерії. Молочна кислота, що виділяється під час ферментації не дає розвиватися небезпечним бактеріям таким як Salmonella, а сіль зупиняє процес гниття. Кількість бактерій у неем регулюється правилами, щоб не перевищити ліміт, що призводить до отруєнь.

## Галерея

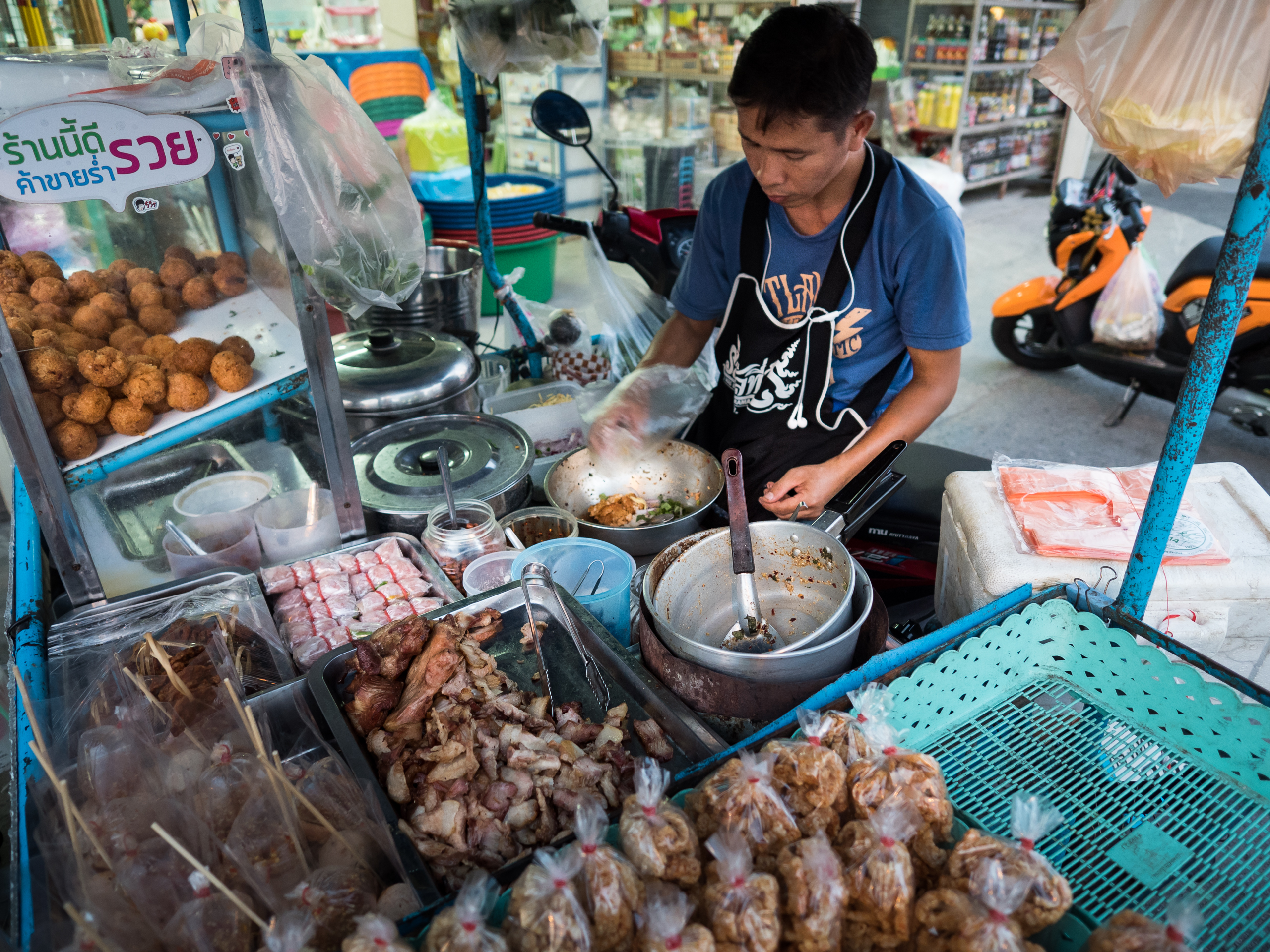
Неем серед інших страв вуличної їжі
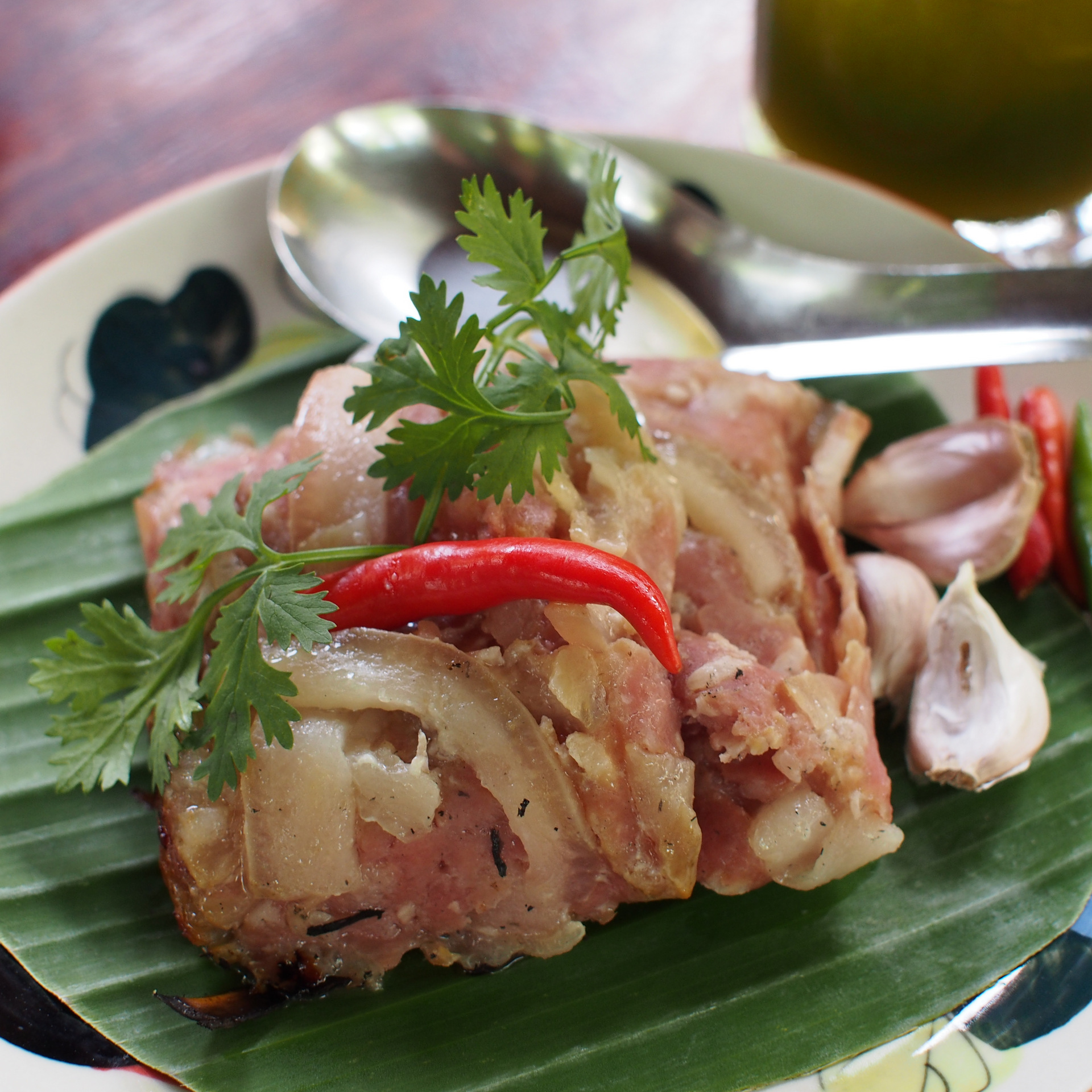
Неем
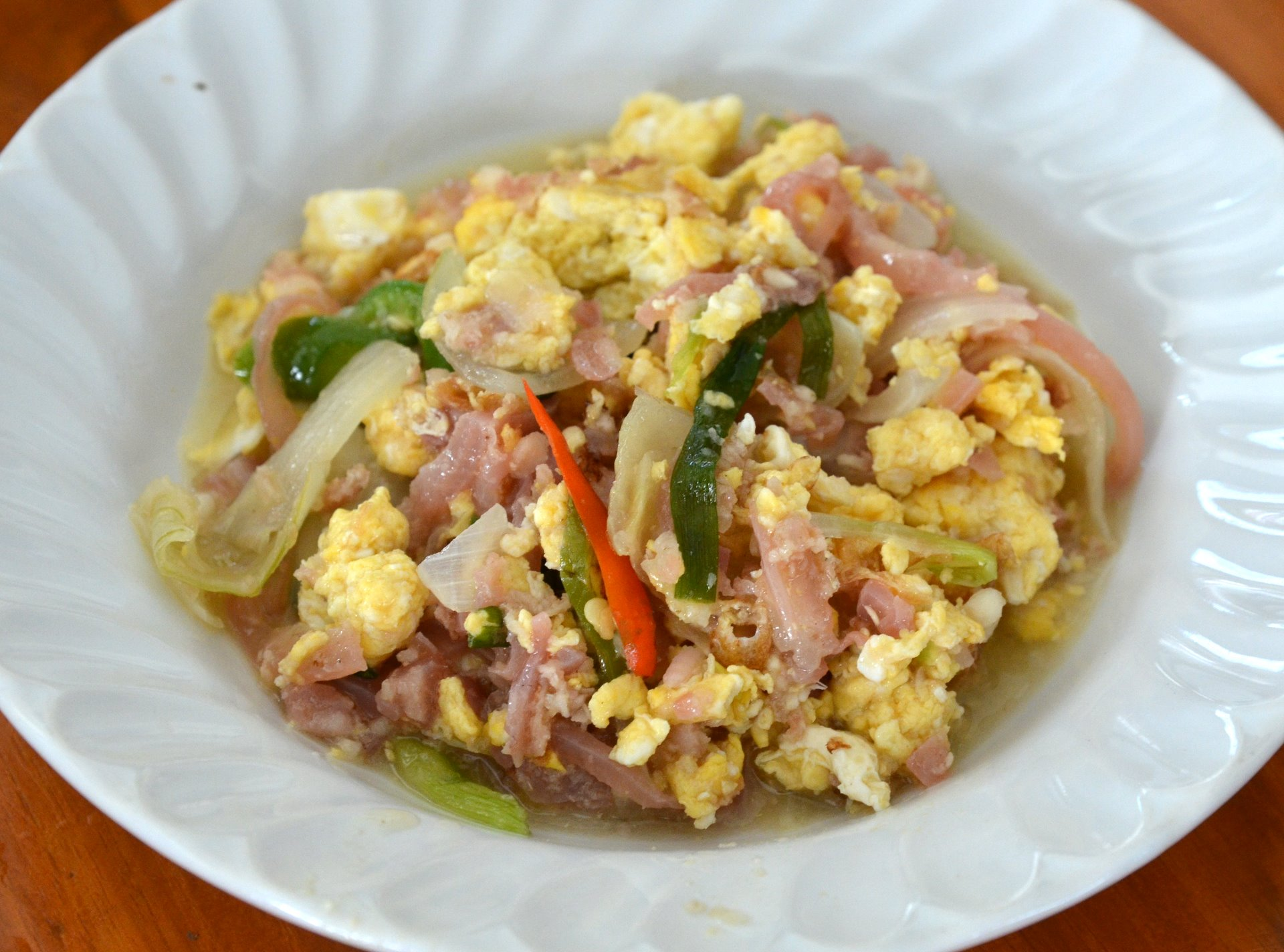
Яєшня з меем
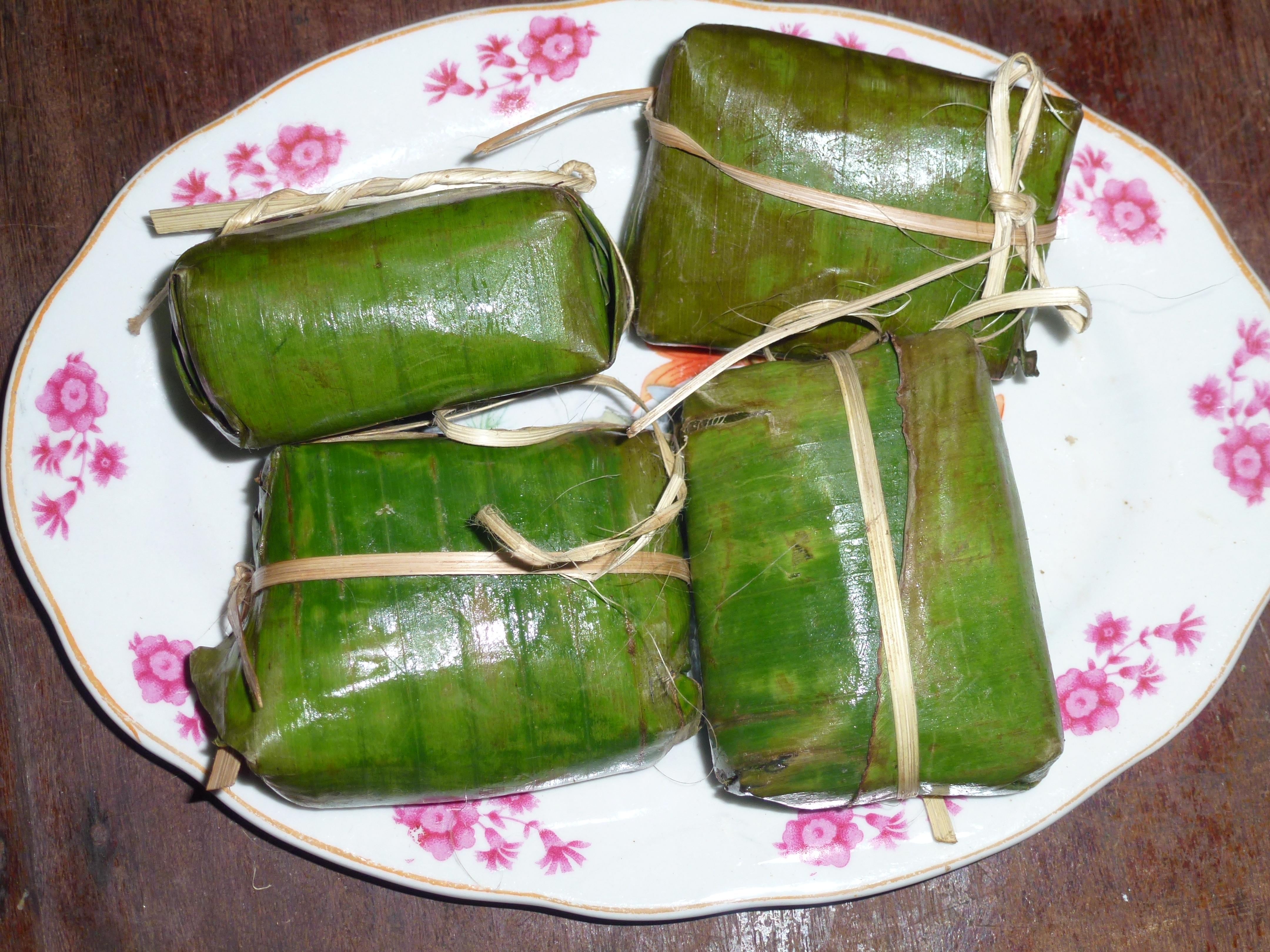
Неем в бамбуковому листі
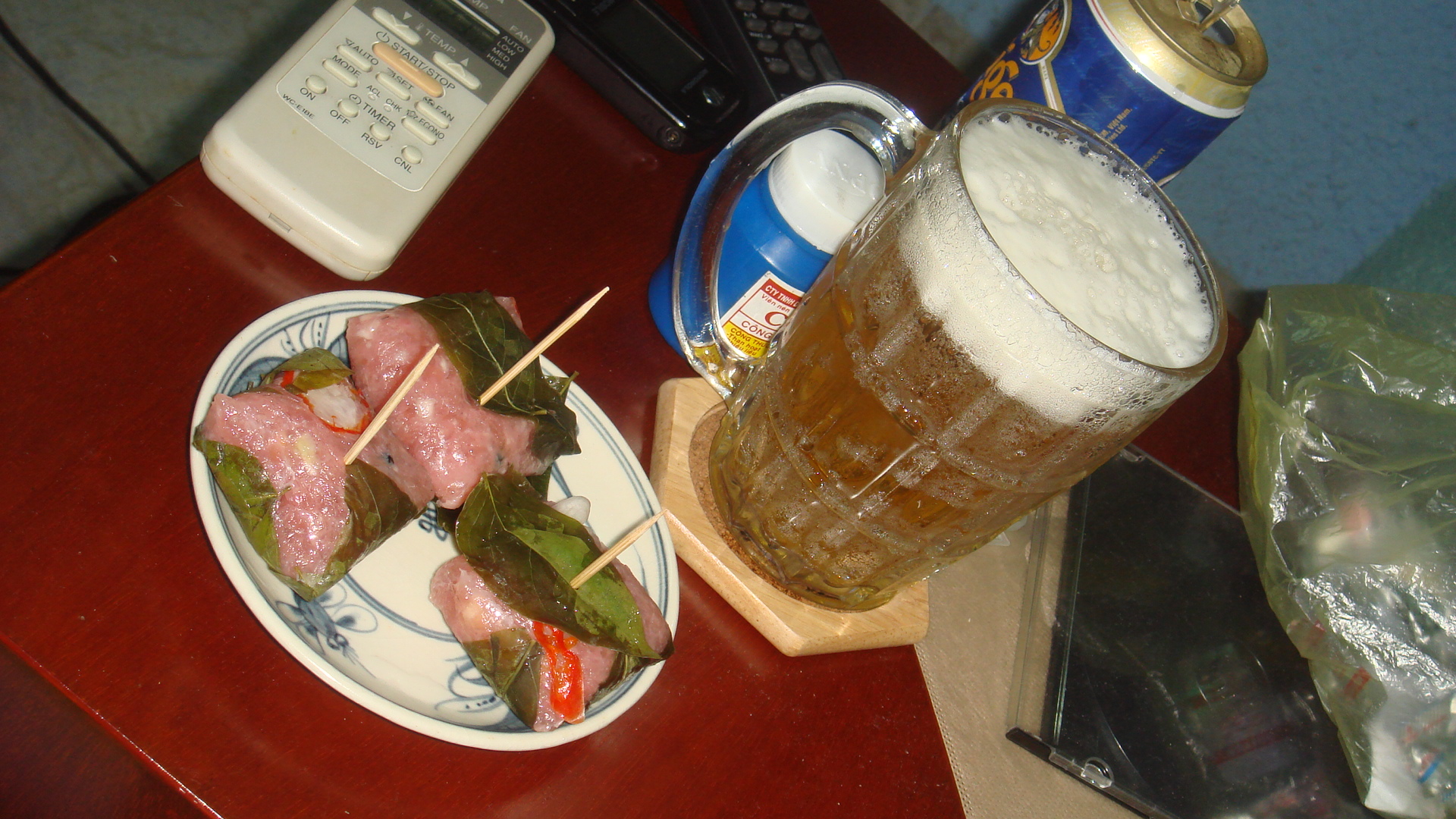
Неем з пивом